# Maksymilian Szyffer
Maksymilian Szyffer (ur. 19 marca 1858 w Turku, zm. 16 lutego 1935 r. w Łodzi) – łódzki przemysłowiec, kupiec. Syn Maurycego i Estery z Fuksów.
Był właścicielem przędzalni i tkalni wełny zgrzebnej znajdującej się w Łodzi przy ul. Piotrkowskiej 102, która osiągnęła w 1885 r. milion rubli rocznego obrotu zatrudniając 350 robotników. Był także właścicielem przedsiębiorstwa włókienniczego przy ul. Wólczańskiej 127 oraz składu przy ul. Piotrkowskiej 211 i przy Piotrkowskiej 108.
W 1890 r. firma została przekształcona, jak i inne podobne łódzkie przedsiębiorstwa włókiennicze, w spółkę akcyjną. Pełnił w spółce funkcję dyrektora zarządzającego.
Należał do Towarzystwa Kredytowego m. Łodzi.
Działał społecznie w Łódzkim Żydowskim Towarzystwie Niesienia Pomocy Głuchoniemym „Ezras Ilmim”, gdzie był członkiem Rady Towarzystwa.
Był także członkiem kilku towarzystw filantropijnych.
Był członkiem Towarzystwa Popierania Szkół Średnich „Uczelnia” i Łódzkiego Towarzystwa Szerzenia Wiedzy Handlowej.
Był także członkiem Polskiego Towarzystwa Teatralnego.
Mieszkał przy ul. Wólczańskiej 127.
Spoczywa na „nowym” cmentarzu żydowskim w Łodzi przy ul. Brackiej.
Był dwukrotnie żonaty. W pierwszym małżeństwie z Anielą z Maybaumów (1871-1898) miał córkę Salomeę  Halinę (1896-1902) której macewa należy do grupy najciekawszych na cmentarzu a jej twórcą prawdopodobnie był wybitny rzeźbiarz Abraham Ostrzega.